# Trichromia
Trichromia é um gênero de traça pertencente à família Arctiidae.